# Junjo
Junjo è il primo album discografico in studio della cantante e bassista statunitense Esperanza Spalding, pubblicato nel 2006.

## Tracce
1. The Peacocks (Jimmy Rowles) - 7:56
2. Loro (Egberto Gismonti) - 5:06
3. Humpty Dumpty (Chick Corea) - 5:51
4. Mompouana (Aruan Ortiz) - 7:51
5. Perazuán (Spalding, Ortiz) - 3:38
6. Junjo (Spalding) - 5:13
7. Cantora de Yala (Leguizamon, Castilla) - 4:55
8. Two Bad (Spalding) - 7:00
9. Perazela (Francisco Mela, Spalding) - 1:32